# Батура Михайло Павлович
Батура Михайло Павлович (біл. Міхаіл Паўлавіч Батура; 16 травня 1950), Клюковичі, Новогрудський район, Гродненська область) — доктор технічних наук, спеціаліст в області системного аналізу, управління і обробітку інформації в технічних та и організаційних системах, професор. Ректор Білоруського державного університету інформатики і радіоелектроніки з 2 жовтня 2000 року, академік Міжнародної академії наук вищої школи, заслужений працівник освіти Республіки Білорусь.

## Біографія
Михайло Павлович Батура народився 16 травня 1950 року в селі Клюковичі Новогрудського району Гродненської області. У 1966 році закінчив Куровичську середню школу Новогрудського району. Від 1968 до 1970 рр. служив у лавах Збройних Сил СРСР. У серпні 1970 року став студентом Білоруського державного університету інформатики і радіоелектроніки. Усі студентські роки М. П. Батура був відмінником, від 1973 до 1975 рр. — Ленінським стипендіатом. Батура Михайло Павлович в 1972—1975 рр. обирався секретарем комітету комсомолу факультету автоматики і обчислювальної техніки, членом Радянського РК ЛКСМБ м. Мінська. Дев'ять разів виїжджав у складі студентських будівельних загонів в Комі АССР і Західний Сибір в якості бійця, бригадира, командира загону, головного інженера, командира зведеного загону.
Михайло Павлович проводить потужну наукову діяльність. Є головою експертної ради БДзР по наукового напряму «Інформаційні і навчальні технології в освіті» та науковим керівником науково-дослідної лабораторії «Нові навчальні технології». Займається громадською діяльністю. Голова Мінської міської організації Республіканського громадського об'єднання «Біла Русь».
Член Наглядової ради Парку високих технологій.

## Трудова діяльність
У 1975 році Михайло Батура закінчив з відзнакою інституту і був направлений на роботу на посаду асистента кафедри автоматизованих систем управління факультету автоматики і обчислювальної техніки МРТІ. У грудні 1978 року розпочав навчання в аспірантурі. Після закінчення аспірантури з січня 1982 року — асистент кафедри обчислювальних методів програмування.
У 1984 році захистив кандидатську дисертацію. У 1985 році йому присвоєно вчене звання доцента. З січня 1986 року Михайло Павлович працював заступником декана. Від грудня 1987 до лютого 1995 року — деканом факультету автоматизації управління, від лютого 1995 року до вересня 1998 року був деканом факультету інформаційних технологій і управління. Від 1993 року — професор кафедри обчислювальних методів програмування. У 1996—1998 рр. працював відповідальним секретарем приймальної комісії. У вересні 1998 року призначений на посаду проректора по навчальній роботі університету, в червні 1999 року переведений на посаду першого проректора. Від 2 жовтня 2000 року — ректор БДУІР.

## Наукова діяльність
М. П. Батура — відомий вчений у сфері системного аналізу, управління і обробітку інформації у технічних і організаційних системах. Він опрацював основи теорії статистичної динаміки складних нелінійних систем, методи та методики автоматизованого проектування дискретних систем з фазовим управлінням з урахуванням їхніх нелінійних характеристик. Батура М. П. має авторські свідоцтва на винаходи. Михайло Павлович підготував двох кандидатів технічних наук. Він — науковий керівник докторантів та аспірантів.

### Наукові дослідження
Батура є автором понад 150 наукових робіт, у тому числі 4 монографії, один підручник, чотири навчальних посібники. Найбільш відомі:
- Батура M.П. Дискретні системи з фазовим управлінням.— Мінськ, 2002.
- Курулев A.П., Батура M.П., Кузнецов A.П. Теорія електричних ланцюгів. Невстановлені процеси в електрорадіотехнічних ланцюгах.— Мінськ, 2003.
- Курулев A.П., Батура M.П., Кузнецов A.П. Теорія електричних ланцюгів. Невстановлені процеси в лінійних електричних ланцюгах.— Мінськ, 1999.

## Досягнення. Нагороди
- 1970 р. — М. П. Батура був нагороджений ювілейною медаллю «За військову доблесть».
- 2003 р.- захистив докторську дисертацію
- 6 березня 2000 р. — нагороджений нагрудним знаком «Выдатнік адукацыі Рэспублікі Беларусь».
- 2004 р. — нагороджений медаллю Національного олімпійського комітету Республіки Білорусь «За выдатныя заслугі».
- 2005 р. — нагороджений медаллю «За трудові заслуги».
- 2008 р. — присвоєно почесне звання «Мінчанин року» в номінації «В галузі вищої освіти і науки».
- 2008 р. — нагороджений ювілейною медаллю «90 років Збройним Силам Республіки Білорусь».
- 2011 р. — присвоєно почесне звання «Заслужений працівник освіти Республіки Білорусь»